# William Edward Lori
William Edward Lori (Louisville, 6 maggio 1951) è un arcivescovo cattolico statunitense, dal 20 marzo 2012 arcivescovo metropolita di Baltimora.

## Biografia
William Edward Lori è nato a Louisville, nel Kentucky, il 6 maggio 1951.

### Formazione e ministero sacerdotale
Ha frequentato la scuola primaria della parrocchia di Nostra Signora del Perpetuo Soccorso a New Albany, la scuola secondaria nel seminario "Santa Maria" di St. Mary e il collegio del seminario "San Pio X" di Erlanger. Dal 1973 al 1977 ha compiuto gli studi di teologia nel seminario "Mount Saint Mary's" di Emmitsburg.
Il 14 maggio 1977 è stato ordinato presbitero per l'arcidiocesi di Washington dal cardinale William Wakefield Baum. Si è quindi iscritto alla Facoltà di teologia dell'Università Cattolica d'America di Washington e nel 1982 ha conseguito la laurea in teologia. Ha prestato servizio come vicario parrocchiale della parrocchia di San Giuseppe a Landover dal 1977 al 1982; direttore dell'ufficio ecumenico dell'arcidiocesi e professore aggiunto presso l'Università Cattolica d'America dal 1982 al 1984; segretario personale e consigliere teologico del cardinale James Aloysius Hickey dal 1984 al 1994 e cancelliere arcivescovile, moderatore della curia e vicario generale dal 1994 al 2001.
È stato Membro del consiglio presbiterale e del collegio dei consultori.

### Ministero episcopale
Il 28 febbraio 1995 papa Giovanni Paolo II lo ha nominato vescovo ausiliare di Washington e titolare di Bulla. Ha ricevuto l'ordinazione episcopale il 20 aprile successivo nella basilica del santuario nazionale dell'Immacolata Concezione a Washington dall'arcivescovo metropolita di Washington James Aloysius Hickey, co-consacranti il cardinale William Wakefield Baum, penitenziere maggiore, e il vescovo di Charlotte William George Curlin.
Il 23 gennaio 2001 lo stesso pontefice lo ha nominato vescovo di Bridgeport. Ha preso possesso della diocesi il 19 marzo successivo.
Come vescovo di Bridgeport, Lori ha lanciato nuove iniziative a sostegno dell'educazione cattolica, delle vocazioni, delle iniziativi di carità cattoliche, dei servizi pastorali e di altri ministeri, migliorando nel contempo la gestione finanziaria. Ha anche lavorato in collaborazione con i laici per aumentare la partecipazione e promuovere la leadership laica in tutta la diocesi. Si è detto contrario alla pubblicazione dei nomi dei sacerdoti diocesani che erano stati citati in giudizio per abusi sessuali. In merito a questo la Corte Suprema si è pronunciata contro Lori e la diocesi.
Nel 2002 Lori ha partecipato alla stesura della Carta di Dallas. La bozza iniziale si applicava a tutti chierici, termine che include vescovi, presbiteri e diaconi. La bozza rivista menzionava solo presbiteri e diaconi, rimuovendo così i vescovi dalla sua competenza. Alla domanda sul perché, si dice che Lori abbia detto che il comitato di redazione "ha deciso di limitarlo a sacerdoti e diaconi, poiché la disciplina dei vescovi è al di là della portata di questo documento. Il termine chierico avrebbe incluso tutti e tre, quindi abbiamo deciso di non utilizzare la parola chierico".
Nel novembre del 2011 ha compiuto la visita ad limina.
Il 20 marzo 2012 papa Benedetto XVI lo ha nominato arcivescovo metropolita di Baltimora. Ha preso possesso dell'arcidiocesi il 16 maggio successivo con una cerimonia nella cattedrale di Nostra Regina Maria a Baltimora. Il 29 giugno dello stesso anno il papa gli ha imposto il pallio, simbolo degli arcivescovi metropoliti, durante una celebrazione svoltasi nella basilica di San Pietro in Vaticano.
Nel gennaio del 2019 ha avviato un'iniziativa per denunciare accuse contro qualsiasi chierico dell'arcidiocesi di Baltimora. Questa politica è stata redatta dall'comitato di revisione indipendente arcidiocesano.
Il 13 settembre 2018 papa Francesco ha nominato amministratore apostolico di Wheeling-Charleston con il compito ulteriore di indagare sulle accuse di molestie sessuali e utilizzo improprio della finanze diocesane da parte dell'ormai vescovo emerito Michael Joseph Bransfield.
Nel giugno del 2019 il Washington Post ha ottenuto le copie della prima bozza di quel rapporto, così come il rapporto finale che è stato inviato alla Santa Sede. I nomi di diversi cardinali e vescovi che avevano ricevuto pagamenti da Bransfield sono state omesse nella versione finale. Tra essi vi era lo stesso monsignor Lori. Quando questa notizia è diventata pubblica, Lori ha restituito 7500 dollari ricevuti alla diocesi di Wheeling-Charleston e ha chiesto che la somma fosse devoluta a Catholic Charities. Altri vescovi hanno seguito il suo esempio. Lori ha ammesso al giornale Baltimore Sun di essere responsabile della rimozione dei nomi dei beneficiari di finanziamenti dal rapporto, affermando più tardi "guardando indietro a questo con il senno di poi, direi che la chiamata di giudizio è stato un errore".
Nel dicembre del 2019 ha compiuto una seconda visita ad limina.
In seno alla Conferenza dei vescovi cattolici degli Stati Uniti è membro del comitato amministrativo, del comitato per le priorità e i piani, del comitato per le attività per la vita e del comitato per la promozione e la difesa del matrimonio e consulente del comitato per la dottrina, del comitato ad hoc contro il razzismo e del comitato per la libertà religiosa. In precedenza è stato presidente del comitato per la dottrina, presidente del comitato ad hoc sulla libertà religiosa, membro del comitato ad hoc sugli abusi sessuali, membro del comitato per l'educazione cattolica, membro del comitato per la dottrina e presidente del comitato per le università e i college.
È anche cancelliere e presidente del consiglio del St. Mary's Seminary and University di Baltimora e cancelliere del seminario "Santa Maria".
In precedenza è stato presidente del consiglio di amministrazione dell'Università del Sacro Cuore a Fairfield e presidente del comitato per gli affari accademici del consiglio di fondazione dell'Università Cattolica d'America di Washington e presidente del consiglio di amministrazione dello stesso ateneo.
È cappellano supremo dei Cavalieri di Colombo dal 2005. In questa veste ha la responsabilità di sovrintendere al benessere spirituale degli 1,8 milioni di membri dell'Ordine e delle loro famiglie. In un suo ampio scritto, parlando a nome dei cavalieri, l'arcivescovo Lori si è concentrato sulla visione spirituale di padre Michael J. McGivney, il fondatore dei Cavalieri di Colombo. Ha contribuito a guidare molte iniziative spirituali dell'Ordine, in particolare il terzo congresso eucaristico dell'Ordine tenutosi a Chicago nel 2005 e il congresso mariano internazionale e il Festival di Guadalupe tenutisi a Phoenix nel 2009.

## Opere
Nel giugno del 2016 ha pubblicato la sua prima lettera pastorale come arcivescovo di Baltimora, "A Light Brightly Visible: Lighting a Path to Missionary Discipleship". In essa ha espresso il suo fervente desiderio di una pianificazione parrocchiale basata sull'aiutare le comunità cattoliche locali a chiamare i loro parrocchiani a diventare - facendo eco le parole di papa Francesco - "discepoli missionari" che invitino gli altri a sperimentare una relazione personale con Gesù.
Nel febbraio del 2018 ha pubblicato "The Enduring Power of Dr. Martin Luther King Jr.'s Principles of Nonviolence: A Pastoral Reflection" per commemorare il 50º anniversario dell'assassinio del leader dei diritti civili. Nell'aprile del 2018 ha anche ospitato un servizio di preghiera interreligioso presso la cattedrale di Nostra Regina Maria per celebrare l'anniversario.
Nel gennaio del 2019 l'arcivescovo Lori ha pubblicato "The Journey to Racial Justice: Repentance, Healing and Action", riconoscendo i peccati del razzismo all'interno della Chiesa nel passato e nel presente e suggerendo misure concrete per combattere il razzismo e promuovere la giustizia razziale.

## Genealogia episcopale e successione apostolica
La genealogia episcopale è:
- Cardinale Scipione Rebiba
- Cardinale Giulio Antonio Santori
- Cardinale Girolamo Bernerio, O.P.
- Arcivescovo Galeazzo Sanvitale
- Cardinale Ludovico Ludovisi
- Cardinale Luigi Caetani
- Cardinale Ulderico Carpegna
- Cardinale Paluzzo Paluzzi Altieri degli Albertoni
- Papa Benedetto XIII
- Papa Benedetto XIV
- Papa Clemente XIII
- Cardinale Marcantonio Colonna
- Cardinale Giacinto Sigismondo Gerdil, B.
- Cardinale Giulio Maria della Somaglia
- Cardinale Carlo Odescalchi, S.I.
- Cardinale Costantino Patrizi Naro
- Cardinale Lucido Maria Parocchi
- Papa Pio X
- Cardinale Gaetano De Lai
- Cardinale Raffaele Carlo Rossi, O.C.D.
- Cardinale Amleto Giovanni Cicognani
- Cardinale John Francis Dearden
- Cardinale James Aloysius Hickey
- Arcivescovo William Edward Lori

La successione apostolica è:
- Vescovo Adam John Parker (2017)
- Vescovo Mark Edward Brennan (2017)
- Vescovo Bruce Alan Lewandowski, C.SS.R. (2020)
- Vescovo William Edward Koenig (2021)